# Ninjam
 (mai 2012).
Si vous disposez d'ouvrages ou d'articles de référence ou si vous connaissez des sites web de qualité traitant du thème abordé ici, merci de compléter l'article en donnant les références utiles à sa vérifiabilité et en les liant à la section « Notes et références ».
Ninjam est un logiciel libre créé par Justin Frankel permettant aux musiciens de jouer ensemble sur Internet. 
Chaque participant peut entendre tous les autres participants connectés à un serveur. Comme la latence inhérente à l’Internet empêche une véritable synchronisation entre les musiciens, le programme propose aux participants de jouer avec une mesure de retard.
Il est distribué selon les termes de la licence GNU GPL.